# Fijisch-Hindoestani
Fijisch-Hindoestani (veelal bekend als Fiji-Hindi of Fiji Baat) is een Indo-Arische taal, die wordt gesproken door de meerderheid van de Indiase bevolking op de Fiji-eilanden. Tegenwoordig wordt de taal gesproken door circa 460.000 mensen. Zij zijn afstammelingen van mensen die ooit uit de staten Uttar Pradesh en Bihar waren verbannen en op Fiji als contractarbeiders tewerk werden gesteld. De taal wordt onder de indiase bevolking als lingua franca gebruikt en is grotendeels gebaseerd op vooral het Awadhi en tevens het Bhojpuri, maar is ook beïnvloed door andere Indische talen, het Engels en het (Austronesische) Fijisch.
De taal heeft enkele unieke kenmerken waarmee het zich onderscheidt van het Awadhi op het Indiase schiereiland, ook al kunnen de sprekers van de twee talen (of dialecten) elkaar onderling wel verstaan. Fijisch Hindoestani wordt door bijna de gehele Indiase gemeenschap, 38,1% van de bevolking van Fiji, gesproken.